# Bahnhof Backnang

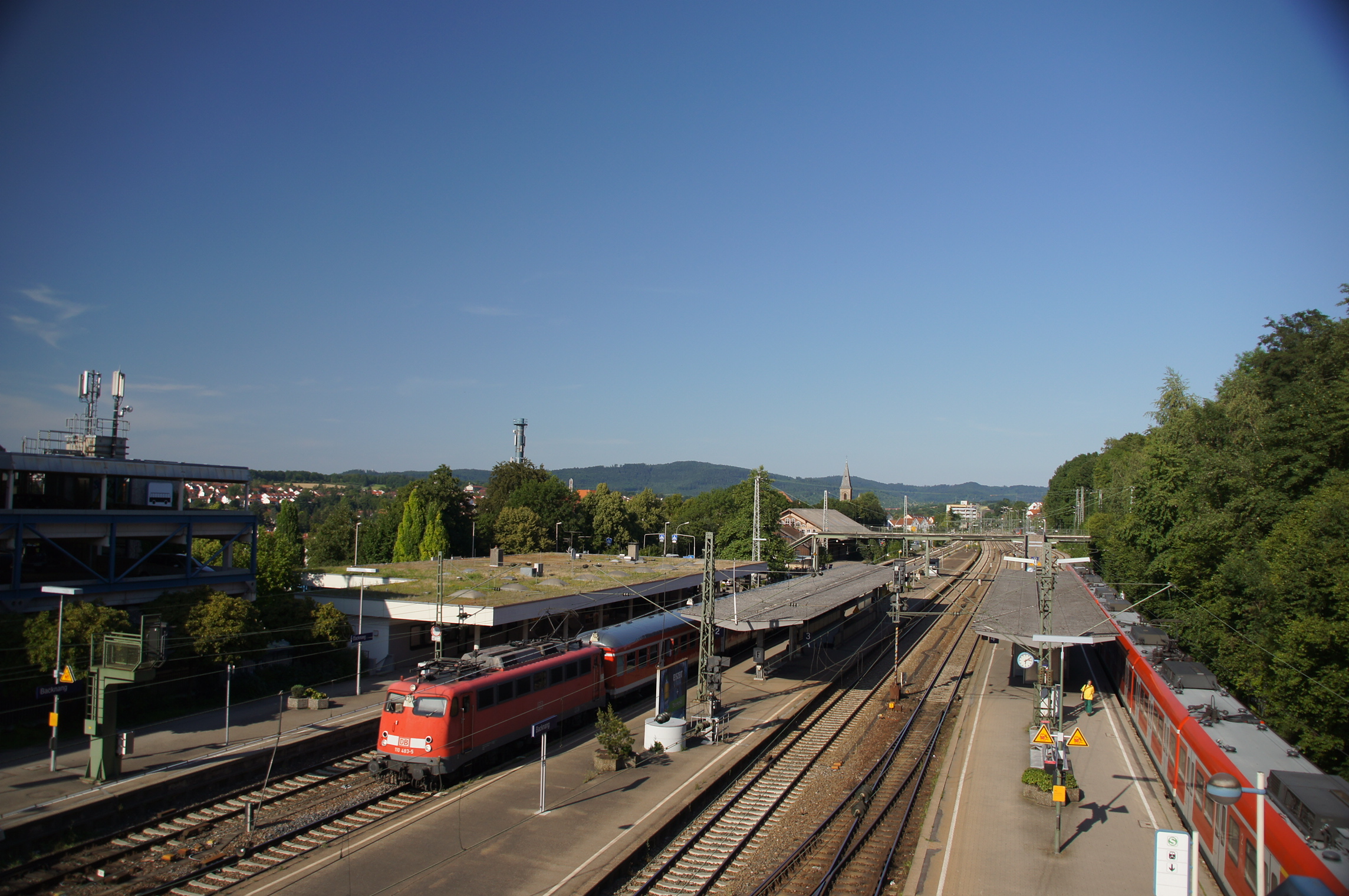
Der Bahnhof im Jahr 2011

Der Bahnhof Backnang ist ein Trennungsbahnhof an der Bahnstrecke Waiblingen–Schwäbisch Hall-Hessental und Ausgangspunkt der Bahnstrecke Backnang–Ludwigsburg. Er wird von Regionalzügen bedient und ist der Endbahnhof der Linien S3 und S4 der S-Bahn Stuttgart.

## Geschichte

### Planung und Bau
In den 1860er Jahren bemühten sich Bürger der Oberamtsstadt Backnang um einen Eisenbahnanschluss. 1863 verfasste der Gewerbeverein, zusammen mit Gewerbevereinen anderer Städte, eine Bittschrift an das württembergische Ministerium für Auswärtige Angelegenheiten, das damals die Aufsicht über den Bahnbau führte. Noch im Herbst reisten Ingenieure an, um Geländevermessungen vorzunehmen.

### Staats- und Reichsbahnzeit

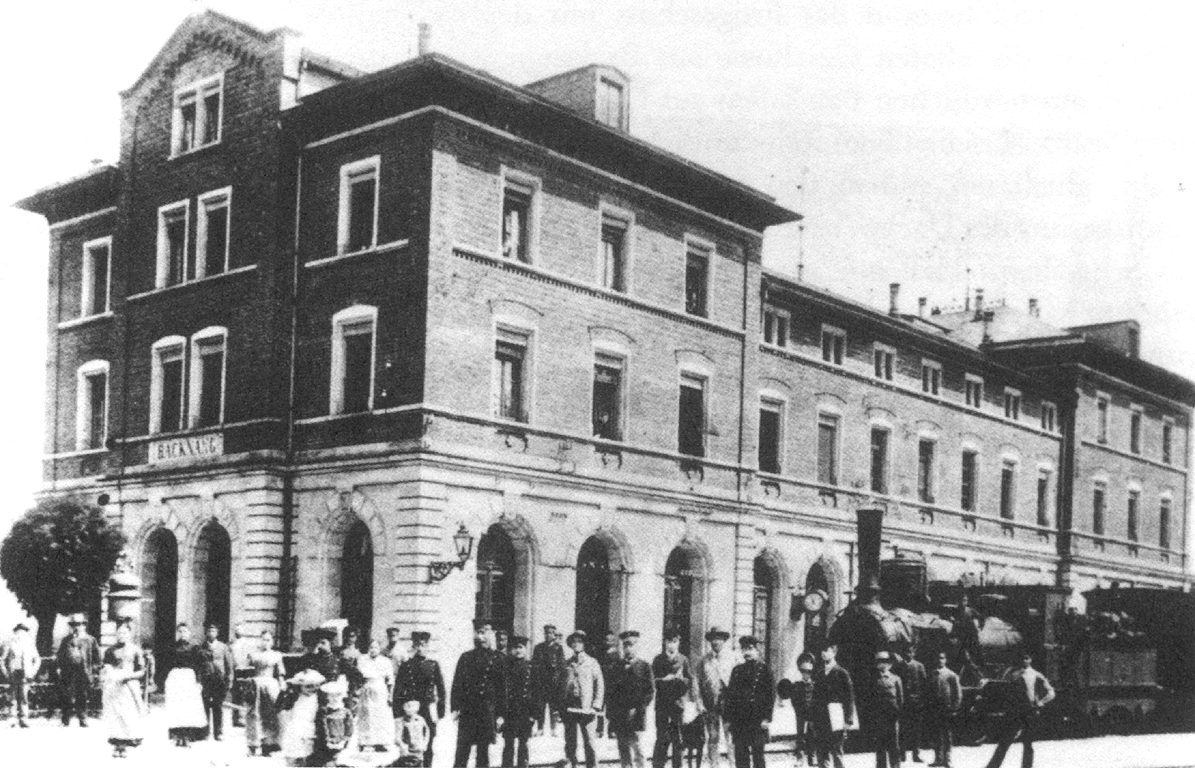
Bahnhof Backnang um 1900

Am 26. Oktober 1876 eröffneten die Königlich Württembergischen Staats-Eisenbahnen die Strecke zwischen Waiblingen und Backnang. Die Station liegt oberhalb der Altstadt am Hang und verfügte zu Beginn nur über ein provisorisches Empfangsgebäude. Erst 1877 begann die Errichtung eines Empfangsgebäudes aus Sand- und Backstein. Am 18. Oktober 1877 bezog als erstes eine Restauration das teilweise fertiggestellte Bauwerk. Das Provisorium wurde im November 1877 abgerissen. Mit der Eröffnung des Streckenabschnittes Backnang–Murrhardt wurde am 18. April 1878 das neue Empfangsgebäude eingeweiht. Es bestand aus einem langen zweieinhalbstöckigen Mittelbau mit zwei dreistöckigen Flügelbauten, die mit einem Walmdach gedeckt waren. Das Erdgeschoss war aus Sandstein. Die Türen und Fenster waren mit Rundbogen versehen. Die Obergeschosse bestanden aus Backstein, die Fensterstürze und Gesimse aus Sandstein bildeten dazu einen Kontrast.
Seit 1873 stand fest, dass in Backnang ein Abzweig der Murrbahn zur Nordbahn hergestellt werden soll, um den Eisenbahnknoten Stuttgart zu entlasten. Dieses Vorhaben verwirklichte die Staatsbahn bis zum 8. Dezember 1879, als sie die Strecke Backnang–Bietigheim in Betrieb nahm. Diese Strecke zweigt am südlichen Ende des Bahnhofs ab und senkt sich von dort in das Murrtal ab.
Die Stadtverwaltung legte das Hexenstäffele an, um einen neuen Fußweg vom Kalten Wasser (heute Eduard-Breuninger-Straße) zum Bahnhof zu schaffen. Am 19. Juli 1879 weihte sie es ein. Der ursprüngliche Verlauf wurde 1928 verändert. Am 12. September 1888 wurde ein Teil der Dilleniusstraße in Untere Bahnhofstraße (seit 1929 Bahnhofstraße) umbenannt, und die Güterbahnhofstraße in Obere Bahnhofstraße.
Während des Zweiten Weltkrieges wurde Backnang Ziel mehrerer Luftangriffe. Bei einem Jagdbomberangriff am 22. Februar 1944 kam es zu Beschädigungen an insgesamt 59 Gebäuden, darunter auch am Bahnhofsgebäude.

### Deutsche Bundesbahn und Deutsche Bahn AG
Von 1962 bis 1965 baute die Deutsche Bundesbahn den Streckenabschnitt Waiblingen–Backnang zweigleisig aus und elektrifizierte ihn, gleichzeitig erfolgte die Integration in den Stuttgarter Vorortverkehr. Dennoch verzichtete man bei den meisten durchgehenden Zügen auf elektrischen Betrieb zwischen Stuttgart und Backnang, da der dann nötige Lokomotivwechsel in Backnang zu einer Fahrzeitverlängerung geführt hätte.
Am 20. März 1973 begann der Abbruch des fast hundert Jahre alten Empfangsgebäudes, um Platz für einen Neubau zu schaffen. Das neue einstöckige Gebäude konnte am 20. August 1975 der Öffentlichkeit übergeben werden.
Seit Beginn der Planungen für die Stuttgarter S-Bahn in den 1960er Jahren war Backnang als Endbahnhof vorgesehen. Am 27. September 1981 wurde die S-Bahn-Linie S 3 Backnang–Schwabstraße eröffnet.
Bis 1985 wurde Backnang durch Schnellzüge der Relation Stuttgart–Nürnberg bedient.
Am 29. Mai 1994 übernahm der Bahnhof zunächst die Abfertigung der Wagenladungen im Güterverkehr die am Bahnhof Murrhardt eingestellt wurden.
Zum 31. Mai 1996 wurden schließlich die Strecken nach Marbach und Crailsheim elektrifiziert. Damit endete in Backnang der planmäßige Dieselbetrieb im Personenverkehr.
Am 8. Dezember 2012 wurde die Verlängerung der S-Bahn-Linie S4 zwischen Marbach und Backnang eröffnet. Zu diesem Zweck baute die Deutsche Bahn AG von Dezember 2005 bis Dezember 2012 die Bahnstrecke Backnang–Ludwigsburg sowie die Bahnhöfe zwischen Marbach und Backnang aus- und um.

## Anlagen
Der Bahnhof Backnang besitzt 5 Bahnsteiggleise, welche teilweise überdacht sind.
| Bahnsteiggleis | Bahnsteighöhe | Bahnsteiglänge | Barrierefreiheit                         | Nutzung                                                                                            |
| -------------- | ------------- | -------------- | ---------------------------------------- | -------------------------------------------------------------------------------------------------- |
| 1              | 96 cm & 38 cm | 210 m & 160 m  | Blindenleitstreifen sowie Stufenfreiheit | S-Bahnen der Linie S4 von/nach Stuttgart Schwabstraße über Marbach und Ludwigsburg                 |
| 2              | 38 cm         | 380 m          | nicht barrierefrei erreichbar            | durchfahrende Güterzüge von und in Richtung Ludwigsburg                                            |
| 3              | 38 cm         | 380 m          | nicht barrierefrei erreichbar            | vereinzelte Regionalzüge in Tagesrandlagen                                                         |
| 4              | 76 cm & 38 cm | 210 m & 148 m  | mit Aufzug erreichbar                    | Regionalzüge nach Stuttgart und Richtung Gaildorf West bzw. Schwäbisch Hall-Hessental und Nürnberg |
| 5              | 76 cm & 38 cm | 230 m & 147 m  | mit Aufzug erreichbar                    | S-Bahnen der Linie S3 von/nach Vaihingen bzw. Flughafen/Messe über Waiblingen                      |

Am westlichen Bahnsteigende des Gleises 1 befindet sich ein 1967 in Betrieb genommenes Relaisstellwerk des Typs Sp Dr S60, welches auch die Stellwerke in Burgstall(Murr) und Kirchberg(Murr) fernsteuert.

### Ausblick
Bis 2030 soll die S-Bahn-Station barrierefrei ausgebaut werden. Im Dezember 2021 schrieb die Deutsche Bahn eine entsprechende Bahnsteigmaßnahme aus. Der Bahnsteig an den Gleisen 4 und 5 soll als Kombibahnsteig neu gebaut werden: für S-Bahn soll auf 96 cm Höhe eine Bahnsteigkante von 205 m Nutzlänge entstehen, für eine Regionalstadtbahn eine Kante auf 76 cm Höhe mit einer Nutzlänge von 212 m. Der Baubeginn ist für 2027 geplant, die Inbetriebnahme für 2028.
Der Bahnhof ist Teil des Planbereichs 2 des Digitalen Knotens Stuttgart, der 2031 in Betrieb genommen werden soll.

## Bahnbetrieb

### Regionalverkehr
| Linie  | Strecke | Takt                                     |
| ------ | --- | ---------------------------------------- |
| MEX 90 | Stuttgart – Bad Cannstatt – Waiblingen – Backnang – Schwäbisch Hall-Hessental                                   | 120-Minuten-Takt (im Wechsel mit RE 90)  |
| RE 90  | Stuttgart – Bad Cannstatt – Waiblingen – Backnang – Schwäbisch Hall-Hessental – Crailsheim – Ansbach – Nürnberg | 120-Minuten-Takt (im Wechsel mit MEX 19) |
| MEX 19 | Stuttgart – Bad Cannstatt – Waiblingen – Backnang – Gaildorf West                                               | 60-Minuten-Takt                          |

### S-Bahn
| Linie | Strecke | Takt                                            |
| ----- | --- | ----------------------------------------------- |
| S 3   | Backnang – Winnenden – Waiblingen – Bad Cannstatt – Hauptbahnhof (tief) – Schwabstraße – Vaihingen (– Rohr – Flughafen/Messe) | 30-Minuten-Takt bzw. 15-Minuten-Takt in der HVZ |
| S 4   | Backnang – Marbach (Neckar) – Ludwigsburg – Zuffenhausen – Hauptbahnhof (tief) – Schwabstraße                                 | 30-Minuten-Takt                                 |

(Stand 2023)